# 王裕齐
王裕齐（1913年—1976年），男，上海人，毕业于上海交通大学，南昌中央航空机械学校高级班，中国航空军械专家、航空教育家，曾任北京航空学院教授、自动控制系特种设备教研室主任。